# 264 a.C.

## Eventos
- Ápio Cláudio Cáudice e Marco Fúlvio Flaco, cônsules romanos.
- Os irmãos Marco Júnio Pera e Décimo Júnio Pera ressuscitam o antigo costume etrusco do múnus para homenagear a morte de seu pai, Júnio Bruto Pera, e dão origem à tradição das lutas gladiatórias.
- Os mamertinos, mercenários da Campânia que ocupavam Messina, pedem ajuda a Roma e a Cartago para lidar com os ataques de Hierão II de Siracusa. Ambas as cidades respondem ao pedido e inicia-se a Primeira Guerra Púnica pelo controle da Sicília[1].
- 129a olimpíada:
  - Filino de Cós, vencedor do estádio.[2]
  - Introduzida a corrida de carros guiados por dois [Nota 1] potros. Sua primeira vencedora foi Philistiachus (ou Bilistiche da Macedônia).[2] Ela era uma concubina de Ptolemeu Filadelfo.[3]